# Apúlia
Apúlia è una ex freguesia (frazione) del concelho (comune) di Esposende in Portogallo. Conta 4.198 abitanti (2011) e ricopre un'area di 10,5 km², con una densità di 399,4 ab/km².
Apúlia è stata la città capoluogo della contea, nel 1834 venne incorporata ad Esposende. La sua frazione di Vesta è nota per le sue spiagge con ampie aree di zone sabbiose e rocciose.
Molto importante è il turismo, soprattutto per lo iodio delle sue acque, utilizzate per trattamento di vari problemi di salute.
Il nome, Apulia, è correlato alla regione Puglia in Italia, luogo da cui ebbe origine una prima ondata di colonizzazione italica durante l'Impero Romano.